# Abarema josephi
Espèce
Statut de conservation UICN

 NT  : Quasi menacé
Abarema josephi est une espèce de plantes à fleurs de la famille des Fabacées endémique de Colombie.
Selon Plants of the World Online, c'est un synonyme de Jupunba josephi. Selon ce site, c'est un arbre qui pousse en milieu tropical humide.